# Полифазный сон
Полифазный сон (многофазный сон) — шаблон сна, при котором время сна, в отличие от однофазного или бифазного сна, разбивается на несколько периодов в течение суток. Примером многофазного сна может служить нарушение циркадного ритма вследствие травм головы. Научных исследований влияния многофазного сна на здоровье человека в долгосрочной перспективе (год и более) не предоставлено. Термин полифазный сон также используется в онлайн-сообществах, проводящих эксперименты с альтернативными графиками сна, чтобы добиться большего времени бодрствования каждый день. Полифазный сон широко применялся некоторыми выдающимися людьми, но в надежных источниках указано, что можно сдвинуть фазу сна. Однако не известны какие-либо биологические механизмы, которые могли бы быть использованы для сокращения длины блока здорового сна, не вызывая степень лишения сна.

## Режимы полифазного сна
Одно из ранних упоминаний о технике многофазного акта для увеличения времени бодрствования было сделано в 1943 году.
В зависимости от выбранного режима, позволяет увеличить время бодрствования до 18—22 часов.
На данный момент существуют несколько десятков вариантов сокращающих сон режимов полифазного сна. Большинство из них можно разделить на четыре группы:
- Dual Core (Сегментированный режим,  Dual Core 1, Dual Core 2, Dual Core 3, Dual Core 4),
- Tri Core (Tri Core 1, Tri Core 2, Triphasic),
- Everyman (Еverymen 1, Everymen 2, Everymen 3, Everymen 4, SEVAMAYL, Trimaxion),
- Only Nap (Uberman, Tesla, SPAMAYL, Naptation, Dymaxion)

Эти режимы могут быть в расширенных и в сокращённых вариациях.  Так же, существуют несокращающие режимы полифазного сна.:
| Название                            | Часов сна в сутки | Периодов сна ("нэпов") | Описание                                                        |
| ----------------------------------- | ----------------- | ---------------------- | --------------------------------------------------------------- |
| «Monophasic», однофазный режим      | 7—10              | 1                      | 1 раз ночью 7—10 часов                                          |
| «Biphasic», бифазный режим (Сиеста) | 5—7               | 2                      | 1 раз ночью 5—7 часов и затем 1 раз 20 минут в течение дня      |
| «Everyman», режим обычного человека | 2,5—4             | 4                      | 1 раз ночью 2,5—4 часа и затем 3 раза по 20 минут в течение дня |
| «Dymaxion», димаксион-режим         | 2                 | 4                      | 4 раза по 30 минут через каждые 5,5 часов                       |
| «Uberman», режим сверхчеловека      | 2                 | 6                      | 6 раз по 20 минут через каждые 3 часа 40 минут                  |

## Полифазный сон на практике
Самыми распространенными примерами являются режимы сна младенцев, пожилых людей и многих животных. В работе 2006 года «Природа спонтанного сна во взрослой жизни» Кэмпбелл и Мерфи изучали продолжительность и качество сна у молодых, среднего возраста и пожилых людей. Они обнаружили, что в свободных условиях средняя продолжительность основного ночного сна значительно больше была у молодых людей, чем в других группах.

Вопрос о том, что такие модели — это простая реакция на относительно статические условия эксперимента, или же они более точно отражают естественную организацию системы сна / бодрствования у человека, по сравнению с тем, что проявляется в повседневной жизни, открыт для обсуждения. Тем не менее, сравнение литературы наводит на мысль, что полифазный сон следует считать скорее правилом, чем исключением, для всего животного царства (Campbell & Tobler, 1984; Tobler, 1989). Существует мало оснований полагать, что человеческая система сна / бодрствования будет развиваться на принципиально иной основе. То, что люди часто не проявляют такую организацию сна в повседневной жизни просто предполагает, что люди имеют возможность (часто с помощью стимуляторов, таких как кофеин или повышение физической активности), чтобы преодолеть склонность ко сну.

Первый из задокументированных переходов на полифазный сон совершил Бакминстер Фуллер. Эксперименты со сном Фуллер проводил в середине 1900-х годов и разработал режим, получивший название «Димаксион» (такое же название Фуллер дал своей торговой марке, объединившей несколько изобретений). В журнале Time 11 октября 1942 года была короткая статья, посвящённая этому методу. Согласно ей, автор придерживался такого графика в течение двух лет, но потом ему пришлось прекратить это занятие, потому что «его расписание противоречило расписанию его компаньонов, которые настаивали на том, чтобы спать, как нормальные люди». Врачи, обследовавшие его, заключили, что он здоров.
В 2006 году американский блогер Стив Павлина в течение 5,5 месяцев жил в режиме полифазного сна (Uberman), выкладывая в своем блоге подробные отчеты о ходе своего эксперимента. Его записи до сих пор являются наиболее исчерпывающим руководством по переходу на полифазный режим сна. В процессе настройки на полифазный сон, Стив выделяет этапы физиологической и психологической адаптации. Потратив несколько недель на адаптацию, Стив сообщает о полном исчезновении негативных побочных эффектов (сонливость, физические недомогания и проч.). Приспособившись к полифазному режиму, автор проводит (и подробно описывает) ряд экспериментов (растягивание фаз, пропуск одной из фаз, изучает влияние кофе на организм спящего полифазно и т. п.). После 5,5 месяцев полифазного сна, Стив возвращается к монофазному режиму, объясняя свое решение отсутствием синхронизации с окружающим миром, живущим в монофазном режиме.

### Быстрый сонв экстремальных ситуациях
Часто случается так, что люди не могут быть в состоянии достичь рекомендуемых восьми часов сна в сутки. Систематический дневной сон может считаться необходимым в таких ситуациях. Доктор Клаудио Стампи, в результате его интереса к одиночной гребле на дальние дистанции, изучил систематические кратковременные дремоты, как средство обеспечения оптимальной производительности в ситуациях крайнего лишения сна. В ходе своих экспериментов он обследовал швейцарского актёра Франческо Йоста, который пытался освоить технику полифазного сна на протяжении 49 дней у себя дома. Поначалу организм Йоста пережил шок, но затем концентрация его внимания и психическое состояние пришли в относительную норму, хотя временами просыпаться ему было сложно. С минимальными побочными эффектами актёру удалось сократить обычное время своего сна на пять часов, однако долгосрочный эффект не изучался. Согласно его книге, в условиях депривации сна способность запоминать и анализировать у практикующих полифазный сон увеличивается по сравнению с практикующими монофазный или бифазный. Согласно Стампи, улучшение — это результат необычной эволюционной предрасположенности к такому режиму сна. Он выдвигает гипотезу, что причиной этого может быть склонность к такому режиму далёких предков человека за тысячи лет до перехода к монофазному сну. Известно, что 1—3 % населения Земли естественным образом нуждаются в очень небольшой продолжительности сна. Такую способность им даёт мутировавший ген DEC2.

### Исследование Томаса Вера
В одном эксперименте восемь здоровых мужчин находились в комнате в течение 14 часов темноты ежедневно на протяжении месяца. Сначала участники спали около 11 часов, наверстывая недостаток сна. Они спали приблизительно 4 часа, просыпались на 2—3 часа, а затем возвращались в постель ещё на 4 часа. Им также требовалось около двух часов, чтобы заснуть.

### ИсследованияВВС США
В вооруженных силах США изучали меры противодействия усталости. Доклад военно-воздушных сил гласит:

Каждый перерыв должен быть достаточно длинным, чтобы обеспечить по крайней мере 45 минут непрерывного сна, хотя более длинные дремоты (2 часа) лучше. В общем, чем короче каждый отдельный сон, тем чаще дремоты должны быть (целью остаётся приобрести ежедневно в общей сложности 8 часов сна).

### Канадские лётчики
Канадские пилоты докладывали:

В экстремальных условиях, когда сон не может быть достигнут непрерывно, исследование показывает, что дремота 10-20 минут днём через равные промежутки времени может помочь облегчить некоторое лишение сна и таким образом поддерживать производительность несколько дней. Тем не менее, исследователи предупреждают, что уровень производительности при коротком сне всегда значительно ниже, чем при длинном.

### ВВС Италии
ВВС Италии (Aeronautica Militare Italiana) также провели эксперименты для своих пилотов. В графиках с участием в ночную смену и периодов службы через день был изучен своего рода полифазный график сна. Субъекты должны были выполнять 2 часа работу через 4 часа отдыха (сон разрешён), это повторялось 4 раза в течение всего 24-часового рабочего дня. Субъекты перешли ко сну только в последних 3 периодах отдыха в линейно нарастающей продолжительности. AMI опубликовала результаты, в которых «общее время сна было существенно уменьшено по сравнению с обычными 7—8 часами однофазного ночного сна».

### Полифазный сон в космосе
НАСА в сотрудничестве с Национальным институтом космических биомедицинских исследований финансирует исследования сна. Несмотря на рекомендации НАСА спать восемь часов в сутки, у астронавтов, когда они находятся в космосе, обычно возникают проблемы, когда они спят восемь часов подряд, поэтому агентство решило узнать об оптимальной длине, сроках и эффекте сна. Профессор Дэвид Динес из Школы медицины Университета Пенсильвании вел исследования в лабораторных условиях о расписаниях сна, которые сочетали различные количества промежутков сна длительностью от четырёх до восьми часов без дремоты или ежедневные небольшие периоды ("нэпы") до 2,5 часов. Было обнаружено, что более длинные периоды сна были лучше, а некоторые когнитивные функции приносили больший эффект от дремоты ("нэп"), чем другие. Бдительность выигрывала меньше, чем рабочая память. Сон отдельных астронавтов (как отмечалось в биологических дневниках) протекал хорошо, но сон в ночное время сопровождался гораздо большей инерцией сна, продолжающейся до одного часа.

## Критика
Исследователь Пётр Возняк называет теорию резкого снижения общего времени сна путём короткой дремоты необоснованной, утверждая, что не существует никакого механизма контроля мозга, который позволяет адаптироваться к многофазной системе. Он говорит, что тело всегда будет иметь тенденцию к консолидации сна по меньшей мере в один длительный блок и выражает обеспокоенность тем, что полифазный сон может привести к снижению умственной и физической активности, повышению стресса и тревоги, ослаблению иммунной системы. Возняк утверждает что просмотрел блоги сторонников полифазного сна и обнаружил, что они должны постоянно работать, чтобы не заснуть, и что сегментированный сон не улучшает способность к обучению или творчеству.
Предпринятый в 2021 году обширный обзор исследований связи полифазных режимов сна со здоровьем людей - также находит во-первых, отсутствие какой-либо пользы (для здоровья или когнитивных способностей) от таких режимов, а во-вторых, наличие неприятных последствий для здоровья от соблюдения таких режимов. В целом, такие режимы сна являются последствием наличия неких проблем со средой и/или с поведением, и/или со здоровьем.

## Пример
Все жители индейского племени пирахан считают длительный сон опасным и поэтому спят полифазным сном 4 раза в сутки по 30 минут каждые 6 часов.